# Impatiens etindensis
Impatiens etindensis är en balsaminväxtart som beskrevs av M. Check och Eb. Fischer. Impatiens etindensis ingår i släktet balsaminer, och familjen balsaminväxter. Inga underarter finns listade i Catalogue of Life.